# Eurípilo

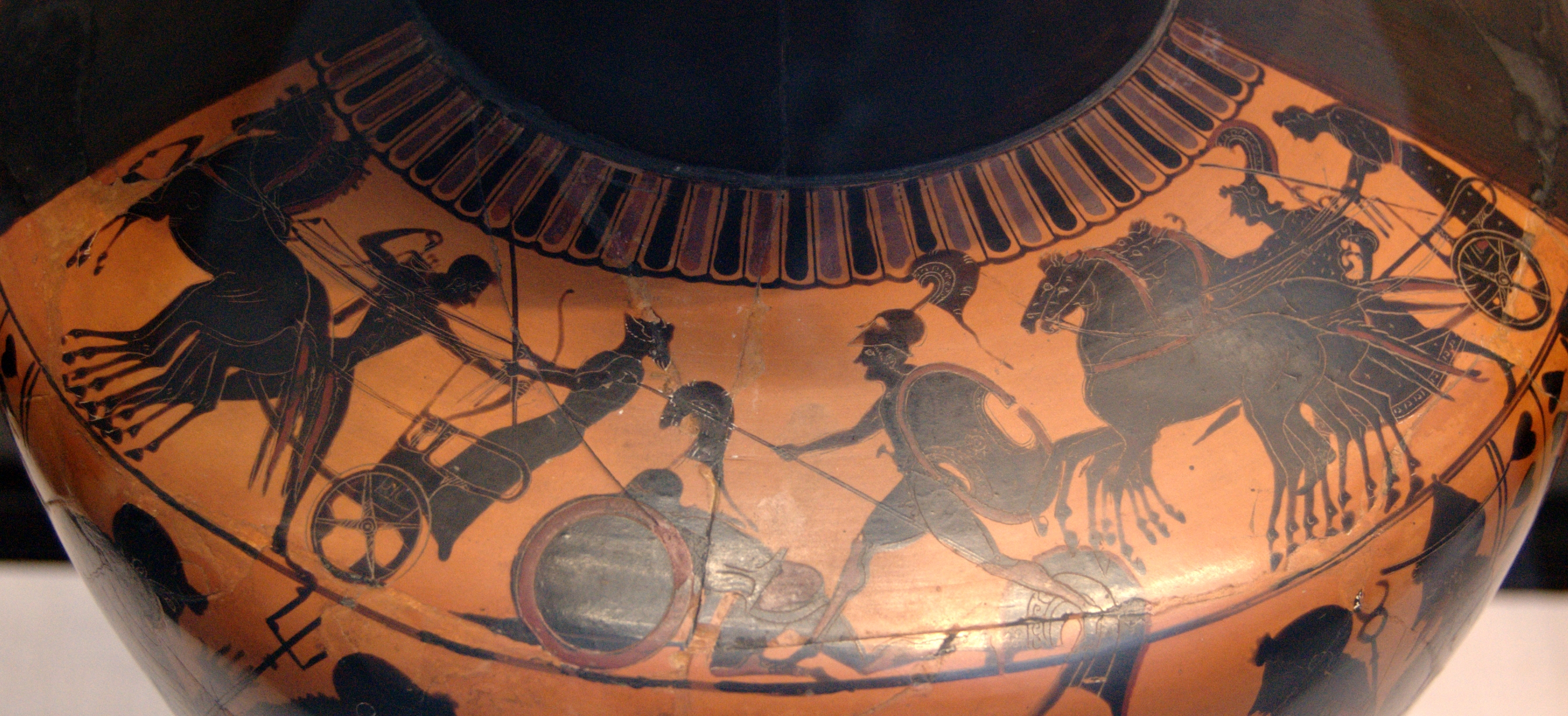
Neoptólemo matando Eurípilo, ânfora vermelha de Ática por Antímenes Pintor, c., Martin von Wagner Museum (L 309)

Eurípilo (em grego: Εὐρύπυλος) é uma  personagem da Ilíada, obra do poeta grego Homero sobre a Guerra de Troia, um episódio da mitologia grega.

## Em Troia
Eurípilo foi um dos diversos comandantes gregos, reunidos por Agamenão, que conduziram as hostes acaias para Troia, com o intuito de resgatar Helena, esposa do Rei Menelau, de Esparta, do domínio de Páris, filho do Rei Príamo. Referido por Homero como filho de Euemão, ao proteger com seu escudo Odisseu ferido em combate, foi atingido por uma flecha na coxa direita, com o que teve de se retirar da luta.
Ferido, Euripilo foi conduzido em sua carroça ao acampamento dos gregos, onde Pátroclo, escudeiro de Aquiles e seu principal conselheiro, espalhou sobre a ferida drogas mitigadoras da dor que fizeram estancar o sangue. Naquele momento da batalha, jaziam feridos Diomedes, Agamenão e Odisseus, tidos como os melhores guerreiros depois de Aquiles, o que fez com que os troianos alcançassem grande poderio para rechaçar as hostes gregas, empurrando-as para o acampamento.
Euripilo foi um dos mais destacados chefes dos gregos, juntamente com Diomedes, Odisseu, Agamenão e Aquiles.
Na Ilíada Homero não deixa claro se Euripilo sobreviveu até a conquista de Troia, ou mesmo se pereceu durante a longa viagem de volta à pátria.